# Čestmír Vycpálek
Čestmír Vycpálek (15. května 1921, Praha – 5. května 2002, Palermo) byl český, resp. československý fotbalista a trenér. Šlo o strýce českého trenéra Zdeňka Zemana, který je synem jeho sestry Květuše. V Itálii proslul kromě fotbalových úspěchů svou přátelskou povahou, otevřeností a bezprostředností. To vše navzdory tomu, že měl pohnutý život: za 2. světové války byl v koncentračním táboře v Dachau a na začátku 70. let mu zahynul syn Cestino při leteckém neštěstí v Palermu. Oporou mu byla česká manželka – paní Hana.

## Hráčská kariéra
Odchovanec Novoměstského SK (kde hrál i hokej) okusil nejvyšší soutěž jako pravé křídlo poprvé ve Slavii, kde hned ukazoval svůj slibný talent. V útoku svými pohyby i držením těla, stejně jako pojetím i slohem hry velmi připomínal svůj velký vzor Bicana. Avšak v prvním mužstvu stále jen vypomáhal. A protože Slavia měla v tu dobu spoustu dobrých a sehraných útočníků, šel na hostování do SK Židenice, kterým pomohl udržet ligu. Poté opět nastupoval ve Slavii, v roce 1946 přestoupil do italského Juventusu Turín a o rok později do Palerma, za něž hrál rok Serii B a posléze Serii A. V roce 1952 přestoupil do klubu Parma FC, kde hrál dva roky Serii C a poté znovu Serii B. Svoji bohatou hráčskou kariéru ukončil jako hrající trenér Parma FC v Serii B ve 37 letech v roce 1958.

## Trenérská kariéra
Jeho čistě trenérská kariéra začala v Palermu u místního klubu US Città di Palermo (1958/59 s ním ze 2. místa za Atalantou Bergamo postoupil ze Serie B do Serie A, kde jej také v sezoně 1959/60 vedl). Dále trénoval menší kluby US Siracusa, AC Nuova Valdagno, palermské juniory, Juve Bagheria a GS Mazara 1946, až se dostal k trenérské činnosti u mládeže v klubu Juventus Turín. V roce 1971 se stal hlavním trenérem seniorského mužstva a hned se s ním probojoval do finálového dvojzápasu Veletržního poháru s Leeds United (28. května 1971 v Turíně 2:2, 3. června 1971 v Leedsu 1:1 – vyhrál Leeds United podle pravidla o větším počtu branek vstřelených na hřišti soupeře).
V dalších dvou sezonách se s Juventusem stal dvakrát italským šampionem (1971/72 a 1972/73). V roce 1973 vedl klub v celkem 3 pohárových finále: 30. května 1973 v bělehradském finále PMEZ (prohra s Ajaxem Amsterdam 0:1) a ve dvou římských: 1. července 1973 ve finále italského poháru (1:1 s AC Milán, prohra na penalty) a 28. listopadu 1973 i ve finále Interkontinentálního poháru proti argentinskému Independiente Buenos Aires (prohra 0:1), když vítěz PMEZ 1972/73 Ajax Amsterdam odmítl nastoupit.
Juventus už nikdy neopustil, dále byl jeho sportovním ředitelem, technickým ředitelem i šéfem skautů. Do klubu, přezdívaného Stará dáma, přivedl třeba Conteho, Schillaciho a mnohé další.

## Ligová bilance
| Ročník                                          | Zápasy | Góly | Klub            |
| ----------------------------------------------- | ------ | ---- | --------------- |
| Národní liga 1939/40                            | 8      | 6    | SK Slavia Praha |
| Národní liga 1940/41                            | 3      | 1    | SK Slavia Praha |
| Národní liga 1940/41                            | 11     | 14   | SK Židenice     |
| Národní liga 1941/42                            | 8      | 6    | SK Židenice     |
| Národní liga 1941/42                            | 14     | 0    | SK Slavia Praha |
| Národní liga 1942/43                            | 22     | 16   | SK Slavia Praha |
| Národní liga 1943/44                            | 6      | 2    | SK Slavia Praha |
| Státní liga 1945/46                             | 17     | 11   | SK Slavia Praha |
| Státní liga 1946/47                             | 2      | 0    | SK Slavia Praha |
| Serie A 1946/47                                 | 27     | 5    | Juventus Turín  |
| Serie B 1947/48                                 | 32     | 8    | US Palermo      |
| Serie A 1948/49                                 | 30     | 7    | US Palermo      |
| Serie A 1949/50                                 | 31     | 10   | US Palermo      |
| Serie A 1950/51                                 | 32     | 1    | US Palermo      |
| Serie A 1951/52                                 | 18     | 2    | US Palermo      |
| Serie C 1952/53                                 | 25     | 9    | AC Parma        |
| Serie C 1953/54                                 | 30     | 9    | AC Parma        |
| Serie B 1954/55                                 | 25     | 8    | AC Parma        |
| Serie B 1955/56                                 | 31     | 1    | AC Parma        |
| Serie B 1956/57                                 | 25     | 1    | AC Parma        |
| Serie B 1957/58                                 | 15     | 0    | AC Parma        |
| CELKEM 1. LIGA ČSR / Protektorát Čechy a Morava | 91     | 56   | -               |
| CELKEM 1. LIGA Itálie                           | 138    | 25   | -               |
| CELKEM 2. LIGA Itálie                           | 128    | 18   | -               |
| CELKEM 3. LIGA Itálie                           | 55     | 18   | -               |